# Námořní pěchota Námořnictva Čínské lidové osvobozenecké armády
Námořní pěchota Námořnictva Čínské lidové osvobozenecké armády (čínsky v českém přepisu Čung-kuo Žen-min Ťie-fang-ťün Chaj-ťün Lu-čan-tuej, pchin-jinem Zhōngguó Rénmín Jiěfàngjūn Hǎijūn Lùzhànduì, znaky 中国人民解放军海军陆战队), zkráceně také Námořní pěchota NČLOA, či NPNČLOA, je námořní pěchota Čínské lidové republiky a jedna z pěti hlavních složek Námořnictva Čínské lidové osvobozenecké armády. Mezi její hlavní úlohy patří vedení obojživelných, vyloďovacích a expedičních operací. V současnosti je Námořní pěchota NČLOA útvarem na úrovni armádního sboru.
Od roku 2017 se Námořní pěchota NČLOA rozšiřuje ze dvou na osm brigád, přičemž dlouhodobým záměrem je navýšit početní sílu útvaru až na 100 tisíc vojáků. Na konci roku 2021 byly k účasti ve větších vojenských operacích zatím zcela připraveny pouze tři brigády.

## Historie
První pluk námořní pěchoty byl v Čínské lidové osvobozenecké armádě založen v dubnu 1953. Následně došlo k jeho rozšíření a 9. prosince 1954 byla zformována divize námořní pěchoty. Krátce nato byla tato divize nasazena v bitvě o ostrovy I-ťiang-šan během první krize v Tchajwanské úžině. Během několika dalších let bylo zformováno osm divizí námořní pěchoty ze 110 tisíc vojáků navrátivších se z korejské války. V rámci vojenských reforem na konci 50. let byly tyto jednotky rozpuštěny a jejich vojáci přeloženi k pozemním silám ČLOA.
Špatný výkon čínské armády během bitvy o Paracelské ostrovy v lednu 1974 motivoval Ústřední vojenskou komisi, aby přehodnotila potřebu specializovaných jednotek námořní pěchoty v rámci námořnictva. V roce 1979 bylo rozhodnuto o opětovném zformování útvaru námořní pěchoty. 5. května 1980 byla v okrese Ting-an na Chaj-nanu zřízena 1. brigáda námořní pěchoty; později byla přemístěna do Čan-ťiangu v Kuang-tungu. Na další téměř dvě dekády byla tato brigáda jediným útvarem námořní pěchoty v Námořnictvu ČLOA, přičemž byla podřízena Jihomořské flotě. K obnovení a následnému rozvoji Námořní pěchoty v rámci širší reorganizace Námořnictva ČLOA v 80. letech za Teng Siao-pchinga významně přispěl admirál Liou Chua-čching.
V červenci 1998 byla 164. divize motorizované pěchoty 41. sboru Pozemních sil ČLOA zredukována a transformována na 164. brigádu námořní pěchoty. Učiněno tak bylo v rámci tříletého snižování stavů Čínské lidové osvobozenecké armády o půl milionu vojáků probíhajícího od září 1997 a s ohledem na zvyšující se napětí mezi Čínskou lidovou republikou a Čínskou republikou (Tchaj-wanem). Námořní pěchota NČLOA tedy sestávala ze dvou brigád námořní pěchoty podřízených Jihomořské flotě s celkovou silou přibližně 12 tisíc vojáků. Zatímco Velitelství NPNČLOA se nacházelo v Pekingu a podléhalo veliteli Námořnictva ČLOA, brigády námořní pěchoty nacházející se na jihu Číny v oblasti působnosti Jihomořské floty byly operačně přímo podřízeny jejímu veliteli. Velitelství v Pekingu administrativně zodpovídalo za výcvik, vybavení, strategické plánování, personální záležitosti, atd. V této podobě NPNČLOA zůstala až do roku 2017.

### Reforma 2017
Součástí rozsáhlých reforem a restrukturalizace probíhajících od roku 2017 v celé Čínské lidové osvobozenecké armádě se stalo také rozšíření a reorganizace Námořní pěchoty NČLOA. Útvar byl povýšen na úroveň sboru, bylo ustaveno nové velitelství NPNČLOA a transformací jednotek Pozemních sil ČLOA vznikly čtyři nové brigády námořní pěchoty. Z jichž stávajících jednotek Námořnictva ČLOA byla na Chaj-nanu vytvořena brigáda speciálních operací a v Šan-tungu brigáda palubního námořního letectva. Brigáda speciálních operací konkrétně vznikla rozšířením z komandového pluku „Ťiao-lung“, původně přímo podřízeného Námořnictvu ČLOA. Původní dvě brigády (1. a 164. brigáda) jsou nyní číslovány jako 1. a 2. brigáda; nová 3., 4. a 5. brigáda vznikly transformací z jednotek pobřežní obrany. 6. brigáda námořní pěchoty vznikla transformací 77. motorizované pěchotní brigády 26. sboru.

## Organizace
Námořní pěchota NČLOA je podřízena velitelství Námořnictva Čínské lidové osvobozenecké armády.

### Struktura
- Velitelství NPNČLOA (Čchao-čou, Kuang-tung)
  - 1. brigáda námořní pěchoty (Čan-ťiang, Kuang-tung)
  - 2. brigáda námořní pěchoty (Čan-ťiang, Kuang-tung)
  - 3. brigáda námořní pěchoty (Čchüan-čou, Fu-ťien)
  - 4. brigáda námořní pěchoty (Ťie-jang, Kuang-tung)
  - 5. brigáda námořní pěchoty (Čching-dao, Šan-tung)
  - 6. brigáda námořní pěchoty (Lin-i, Šan-tung)
  - Brigáda speciálních operací (San-ja, Chaj-nan); síla ~3000 vojáků[4]
  - Brigáda palubního námořního letectva (Ču-čcheng, Šan-tung)

## Seznam velitelů
| 1. kadm. Kchung Ťün (孔军) (2017 – prosinec 2021) 2. kadm. Ču Čchuan-šeng (祝传生) (prosinec 2021 –) | 1. kontradmirál Jüan Chua-č' (袁华智) (2017 – 2018) 2. kontradmirál Wang Chung-pin (王洪斌) (2019 –) |

## Výzbroj

### Pěchotní zbraně
- QBZ-95 (základní pěchotní zbraň, útočná puška, ráže 5,8 mm)[4]

### Pozemní a obojživelná technika

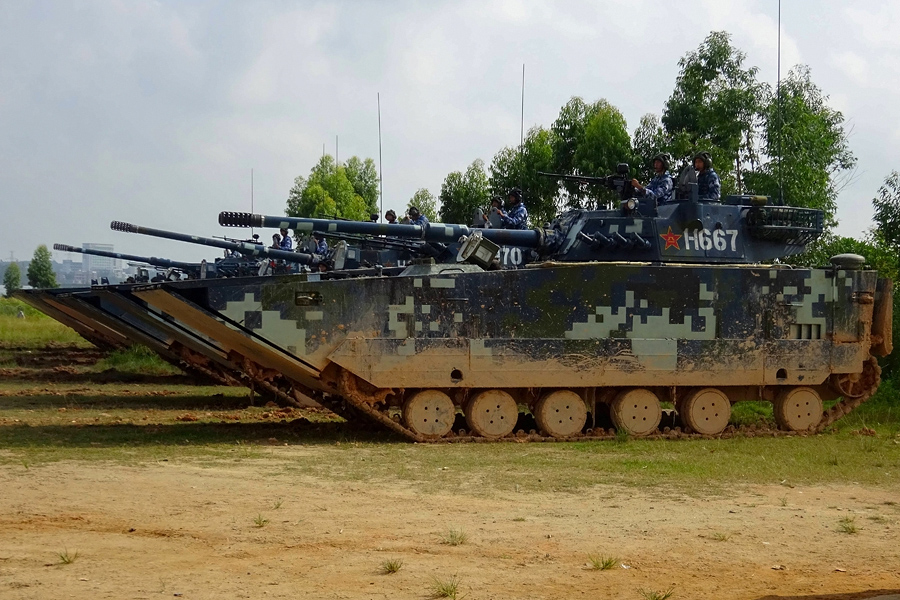
Útočná děla ZTD-05

- ZBD-05 (obojživelné bojové vozidlo pěchoty, kanón ráže 30 mm)[4]
- ZTD-05 (útočné dělo, kanón ráže 105 mm)[4]
- PLZ-07B (samohybná houfnice, ráže 122 mm)[4]
- VP-10 (obojživelný kolový obrněný transportér, kanón ráže 105 mm)[4]
- ZTL-11 (kolové útočné dělo, kanón ráže 105 mm)[4][14]
- PLL-09 (samohybná houfnice, ráže 122 mm)[4]
- ZTQ-15 (lehký tank, kanón ráže 105 mm)[4][15]

### Letecká technika
- Z-8 (transportní vrtulník)[4]
- Z-9 (transportní vrtulník)[4]